# Distrito de İslahiye
İslahiye es un distrito de la provincia de Gaziantep, Turquía.
Gaziantep es una provincia situada en la región central del sur de Turquía, y es también el nombre de la capital de la provincia y su ciudad más poblada (853.513 en 2000). Se divide en 9 distritos: Araban, İslahiye, Karkamış, Nizip, Oğuzeli, Nurdağı, Şahinbey, Şehit Kamil, Yavuzeli. También era u campo de concentración para los armenios.
İslahiye está hermandada con la localidad de Hinojosa del Duque en la provincia de Córdoba, en la Comunidad Autónoma de Andalucía, España, desde principios del año 2009.
- Datos: Q344115
- Multimedia: İslahiye / Q344115